# Commoris
Commoris is een geslacht van spinnen uit de familie springspinnen (Salticidae).

## Soorten
De volgende soorten zijn bij het geslacht ingedeeld:
- Commoris enoplognatha Simon, 1902
- Commoris minor Simon, 1903
- Commoris modesta Bryant, 1943